# Chatstok
Chatstok – podkarpacki festiwal muzyki niezależnej. Celem organizatorów tego festiwalu było zaprezentowanie na jednej scenie wykonawców prezentujących zróżnicowane style muzyczne oraz promowanie młodych zespołów grających na wysokim poziomie. 
W 2009 roku Chatstok został objęty patronatem Fundacji Rozwoju Systemu Edukacji oraz patronatem Ministerstwa Edukacji Narodowej. 
Festiwal ten odbywał się w miejscowości Paszczyna w gminie Dębica w województwie podkarpackim.